# Emil Schenck
Emil Schenck (* 8. November 1868 in Fulda; † 12. November 1957 in Darmstadt) war ein deutscher Maschinenbauingenieur und Unternehmer.

## Leben
Emil Ludwig Stephan Schenck wurde als Sohn des preußischen Offiziers Ferdinand Schenck (1831–1919) und dessen Ehefrau Marie Schenck geb. Brandis (1838–1908) in Fulda geboren. Die Familie siedelte wenige Jahre später nach Darmstadt über. Schenck besuchte von 1877 bis 1886 das Ludwig-Georgs-Gymnasium in Darmstadt und machte dort im Frühjahr 1886 Abitur. Anschließend studierte er Maschinenbau an der Technischen Hochschule Karlsruhe und der Technischen Hochschule (Berlin-)Charlottenburg. 1888 wurde Mitglied des Corps Franconia Karlsruhe. Nach dem Ende des Studiums war er drei Jahre bei der Chemnitzer Werkzeugmaschinenfabrik vormals Joh. Zimmermann in Chemnitz tätig. Im Jahr 1894 nahm ihn sein Onkel Carl Schenck (1835–1910), dessen einziger Sohn Ludwig im Jahr 1893 gestorben war, als geschäftsführenden Gesellschafter in sein Unternehmen Eisengießerei und Maschinenfabrik Carl Schenck AG in Darmstadt auf. Zusammen mit Georg Büchner, dem Ehemann von Carl Schencks Tochter Marie, leitete Emil Schenck in den nächsten Jahrzehnten das Unternehmen.
Schenck arbeitete vor allem in den 1920er und 1930er Jahren sehr eng mit der Technischen Hochschule Darmstadt und hier insbesondere mit der Materialprüfungsanstalt unter Leitung von Otto Berndt und dessen Nachfolger August Thum zusammen. Das Interesse galt insbesondere der Entwicklung der Materialprüfung und der Einführung schwingungstechnischer Methoden. Für seine Verdienste auf diesen Gebieten wurde Schenck im Jahr 1928 die Ehrendoktorwürde der Hochschule verliehen.
Er erwarb sich zudem große Verdienste bei der industriellen Berufsausbildung. Bereits zu Beginn der 1920er Jahre entwickelte er Richtlinien für die Ausbildung und Prüfung, die Grundlage für die weitere Entwicklung in diesen Bereich in Darmstadt und darüber hinaus waren.
Seit 1911 war er im Beirat der Handelskammer zu Darmstadt tätig. Von 1920 bis 1933 war er Präsident der Handelskammer bzw. Industrie- und Handelskammer Darmstadt. In seiner Amtszeit erwarb die Kammer im Jahr 1929 erstmals ein eigenes Gebäude, Wilhelminenstraße 32. Von 1932 bis Mai 1933 war Emil Schenck Vorstandsmitglied des Vereins Deutscher Ingenieure (VDI).
Von 1912 bis 1935 war Schenck als Handelsrichter bei der Kammer für Handelssachen in Darmstadt ehrenamtlich tätig. Zum 31. März 1936, im Alter von 67 Jahren, zog er sich als Mitglied aus der Geschäftsführung der Carl Schenck GmbH zurück. Nach dem Einmarsch der US-Armee in Darmstadt Ende März 1945, übernahm er im Mai 1945 erneut das Amt des Präsidenten der Industrie- und Handelskammer, da der zunächst vorgeschlagene Wilhelm Köhler nur für das Amt des Stellvertreters kandidieren wollte. Er übte dieses Amt allerdings nur bis zum 4. Juni 1945 aus und trat dann zurück. Zu seinem Nachfolger wurde sodann Wilhelm Köhler gewählt. Schenck wurde daraufhin zum Ehrenpräsidenten der Kammer gewählt.
Schenck war mit Christina Olga geb. Weigt (1896–1974) verheiratet, die aus Chemnitz stammte. Er wurde auf dem Alten Friedhof in Darmstadt bestattet (Grabstelle: IV C 87).

## Auszeichnungen
- 1928: Ehrendoktorwürde der Technischen Hochschule Darmstadt
- 1949: VDI-Ehrenzeichen[3]
- 1953: Großes Verdienstkreuz des Verdienstordens der Bundesrepublik Deutschland

## Schriften
- Kriegerheimstätten. Darmstadt 1917.
- Simprecht Schenck. Das Lebensbild eines schwäbischen Reformators. Darmstadt 1938.
- Vom Werden und Wachsen des Werkes Carl Schenck. Darmstadt 1946.
- Jörg Mager, dem deutschen Pionier der Elektro-Musikforschung zum Gedächtnis. Darmstadt 1952.
- Carl Schenck. Ein Pionier des Waagenbaus. Darmstadt 1960.